# Tampereen Pyrintö (basketball)
Tampereen Pyrintö er en basketballklub i Tampere, Finland. Klubben spiller i den bedste finske liga, Korisliiga. Pyrintö spiller sine hjemmekampe og træner på Pyynikin palloiluhalli. Basketball-Pyrintö blev stiftet i 1941 og har vundet 3 Finske mesterskaber og 2 pokalmesterskaber for herrer og 8 Finske mesterskaber og 1 pokalmesterskab for damer.

## Klubbens resultater

### Herrer
- 3 Finske mesterskaber
- 2 pokalmesterskaber

### Damer
- 8 Finske mesterskaber
- 1 pokalmesterskab